# 薩吉諾 (明尼蘇達州)
薩吉諾（英語：Saginaw）是位於美國明尼蘇達州聖路易斯縣的一個非建制地區。

## 歷史
薩吉諾的郵局自1906年營運至今。此地得名自密歇根州的薩基諾。

## 地理
薩吉諾所處的海拔為高於海平面412米（即1352英呎），而該地所採用的時區為UTC-6，即北美中部時區（CST）。同時該地設有夏令時間，為UTC-6調快一小時，即UTC-5（CDT）。